# Dirca decipiens
Dirca decipiens är en tibastväxtart som beskrevs av Floden. Dirca decipiens ingår i släktet Dirca och familjen tibastväxter. Inga underarter finns listade i Catalogue of Life.